# 山口朝日放送
山口朝日放送株式会社（やまぐちあさひほうそう、Yamaguchi Asahi Broadcasting Co., Ltd.）は、山口県を放送対象地域としたテレビジョン放送事業を行っている、特定地上基幹放送事業者である。略称はyab。ANN系列。

## 概要
1993年（平成5年）10月1日、山口放送・テレビ山口に次ぐ山口県第3波の民間放送局として開局した。山口県の民間放送局では最もキー局の関与が強く、テレビ朝日と朝日新聞社の両者で39%（議決権ベース）の株式を保有する。その他、地元資本の大株主としては大手化学品メーカーのトクヤマ (11.24%)など。また、読売新聞大阪本社や地方紙・山口新聞と水産業界紙・みなと新聞を発行するみなと山口合同新聞社も出資している（下記参照）。
中国地方で唯一のテレビ平成新局である。
地理的要因もあってANNの中四国ブロックネット番組と九州・山口ブロックネット番組の両方に参画している。
中四国のANNブロックネットでは、年1回放送の中四国4局共同制作番組で持ち回りで制作幹事局を務めることがある他、ニュース番組の企画コーナー『ぐるりん瀬戸内』→『瀬戸内リレー』→『瀬戸内グルメ天国』→『ググッと。瀬戸内』（2020年4月より）にも参加している。過去には中国電力提供のミニ番組『自然賛歌』が広島ホームテレビ・瀬戸内海放送・山陰放送（TBS系列）とともに放送されていた。
九州のANNブロックネット番組の中では開局当初から『情報回遊TV うるとらマンボウ』『るり色の砂時計』『ドォーモ』をネットしており、その後『るり色の砂時計』は番組終了、『ドォーモ』は途中ネット打ち切りになるものの、『うるとらマンボウ』の後番組である『アサデス。九州・山口』→『アサデス。7』は同時ネットを継続しているほか、『前川清の笑顔まんてんタビ好キ』や福岡ソフトバンクホークス戦も土日や祝日に限りネットしている。なお、『スーパーJチャンネル九州・沖縄』などの報道番組を始めとしてyabで放送されていない九州ブロックネット番組もある。
歴代の社長は基本的にテレビ朝日出身者となっている。例えば2011年（平成23年）から2017年（平成29年）まで社長に就任していた渡辺興二郎は元テレビ朝日報道記者で、俳優・石田純一の従兄にあたる。現在の社長はBS朝日執行役員営業局長から長野朝日放送に転じていた天野尚彦。
山口県を放送対象地域としているが、取材対象地域は島根県益田市、鹿足郡も含まれる（ただし、支社・支局は設置されていない）。
山口県には フジテレビ系列局、テレビ東京系列局は所在しないが、本局ではフジテレビ系列局制作の番組は、『水10』、関西テレビ放送制作の『罠の戦争』（草彅剛主演）『千原ジュニアの座王』が放送されていた程度である。テレビ東京系列局の番組は2024年（令和6年）現在、山口県内の民放テレビ局の中では山口放送に次いで多く放送している。
視聴率は、2024年度上半期個人全体視聴率の全日（6:00 - 24:00）、世帯視聴率の全日、プライム（19:00 - 23:00）で開局以来初の首位を獲得した。2024年の年間視聴率でも個人全体視聴率の全日（開局以来初）、世帯視聴率の全日（単独1位・2年連続）・プライム（開局以来初）で首位を獲得した。
主な受賞歴に『回天 二つの心』で2019年日本民間放送連盟賞番組部門テレビ教養番組優秀賞を受賞した。同局で同賞を受賞したのは初めてだった。同時に同賞のテレビグランプリ候補作品にも選ばれた。また、『国近さんの日記 ひきこもり40年、それから・・・』が2024年日本民間放送連盟賞テレビ教養番組優秀賞を『公共キャンペーンスポット／yab SDGsキャンペーン「むかしばなしから学ぶSDGs」（60秒）』で同賞CM部門テレビCM優秀賞を受賞した。CM部門での受賞は初めてだった。

## 本社・支社
- 本社・演奏所 - 山口県山口市中央3丁目5番25号
- 周南支社 - 山口県周南市御幸通1番5号 徳山御幸通ビル1階
- 下関支社 - 山口県下関市豊前田町3丁目3番1号 海峡メッセ下関5階
- 東京支社 - 東京都中央区銀座5丁目14番1号 銀座クイントビル3階
- 大阪支社 - 大阪府大阪市北区中之島2丁目3番18号 中之島フェスティバルタワー16階
- 広島支社 - 広島県広島市中区八丁堀15番6号 広島ちゅうぎんビル7階
- 福岡支社 - 福岡県福岡市中央区長浜1丁目1番1号 KBCビル6階

## 送信所・中継局
yab公式サイトの記述に基づく。
- コールサイン：JOYX-DTV

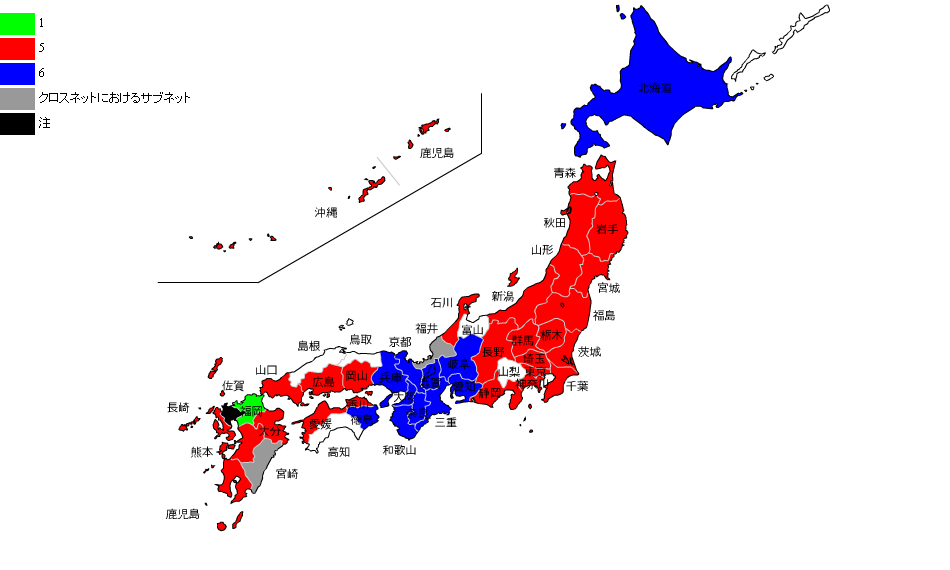
テレビ朝日系列のリモコンキーID地図

  - 山口本局（防府市大平山）26ch 出力1kW
  - 下関（火の山）26ch 出力100W
  - 萩（田床山）47ch 出力100W
  - 岩国（広島県江田島市野登呂山）42ch 出力100W
  - 長門（矢ヶ浦岳）47ch 出力30W
  - 柳井（石城山）17ch 出力10W
  - 美祢（桜山）26ch 出力10W
  - 周東（氷室岳）17ch 出力10W

ほか、出力10w未満の中継局が34局ある。
先発2局(山口放送、テレビ山口)に比べると中継局が少なく、山間部を中心に難視聴地域が多い。

### アナログ放送
2011年7月24日停波時点
- コールサイン：JOYX-TV
- 中継局：山口県内32箇所。以下主なところ
  - 山口（防府市大平山）28ch 映像出力10kW
  - 下関（火の山）21ch 映像出力1kW
  - 岩国（城山）28ch 映像出力100W
  - 萩（田床山）31ch 映像出力300W
  - 山口鴻ノ峰（鴻ノ峰）52ch 映像出力10W
  - 東和（嵩山）33ch 映像出力100W 53ch 映像出力33W（補間波）
  - 宇部（大場山）24ch 映像出力100W
  - 美祢（桜山）24ch 映像出力100W
  - 柳井（光市石城山）33ch 映像出力100W

## 資本構成
企業・団体の名称、個人の肩書は当時のもの。出典：

### 2021年3月31日
| 資本金 | 発行済株式総数 | 株主数 |
| ------ | -------------- | ------ |
| 30億円 | 60,000株       | 44     |

| 株主                       | 株式数   | 比率   |
| -------------------------- | -------- | ------ |
| テレビ朝日ホールディングス | 11,900株 | 19.83% |
| 朝日新聞社                 | 11,500株 | 19.16% |
| トクヤマ                   | 06,741株 | 11.23% |
| 山口県                     | 03,000株 | 05.00% |
| 山口銀行                   | 02,900株 | 04.83% |
| 読売新聞大阪本社           | 02,400株 | 04.00% |
| みなと山口合同新聞社       | 02,000株 | 03.33% |
| 日本経済新聞社             | 01,800株 | 03.00% |
| 中国電力                   | 01,800株 | 03.00% |

## 沿革

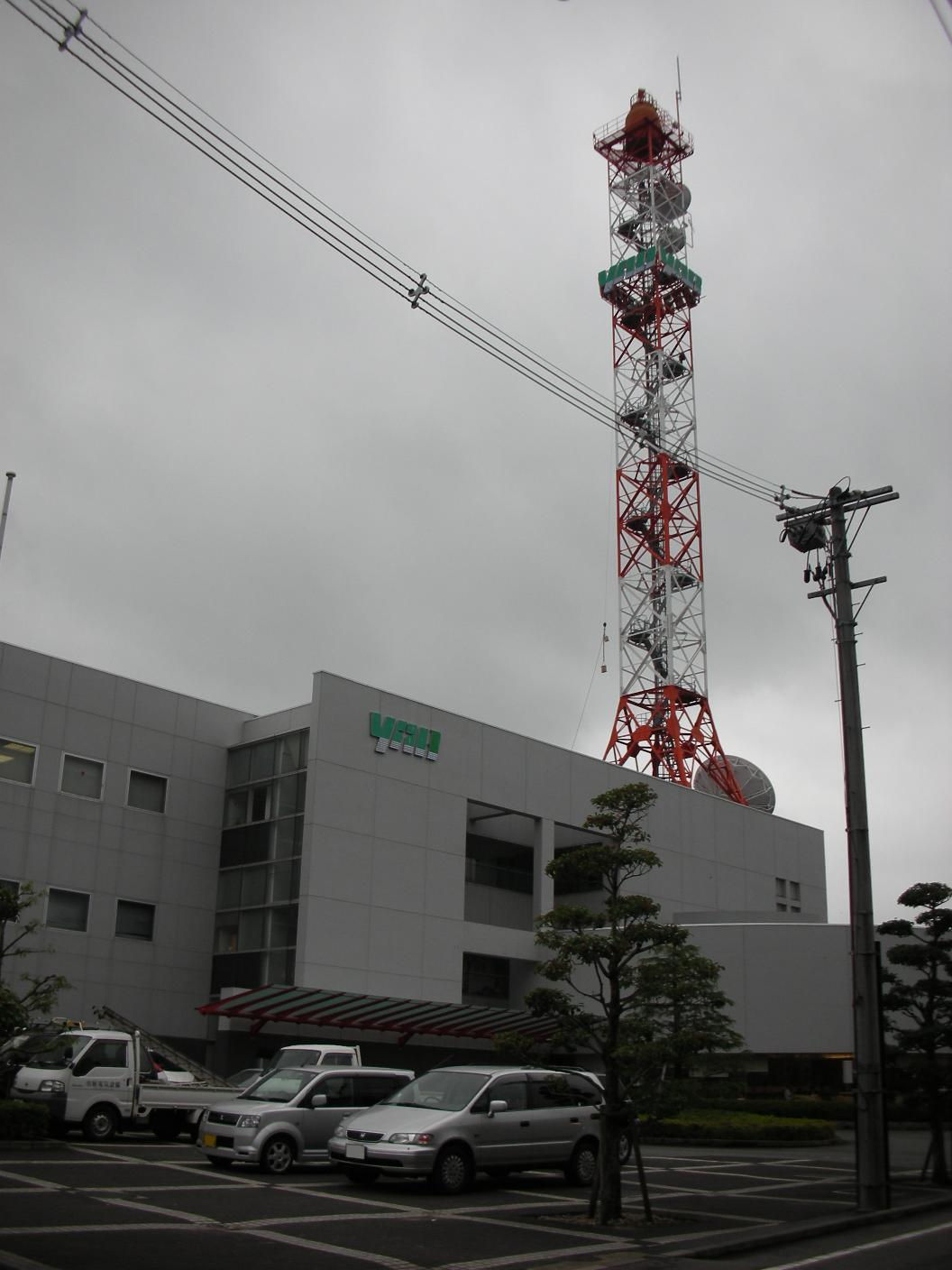
旧ロゴ時代の社屋（2006年7月）

- 1989年（平成元年）11月13日 - 山口県の第3局を開設するための放送普及基本計画の変更を諮問（石川の第4局、愛媛、大分、宮崎の第3局と同日）[16]。
- 1990年（平成2年）1月24日 - 山口県の第3局の周波数割り当てを決定。山口地区では132件の免許申請があった。
- 1992年（平成4年）
  - 9月21日 - 予備免許交付。
  - 11月20日 - 設立[4]。
- 1993年（平成5年）
  - 9月26日 - サービス放送開始。
  - 10月1日 - 開局[4]（大分朝日放送と同日の開局）。同時にANN（All-nippon News Network） に加盟。
    - 開局当時の中継局は下関、宇部、豊田、豊北、阿東、嘉年、萩、山口鴻ノ峰、美祢、長門、柳井、岩国、周東、東和の14局[17]。
- 2006年（平成18年）
  - 3月6日 - 地上デジタル放送対応のマスター（主調整室）に更新され、運用を開始（東芝製）。
  - 5月1日 - 地上デジタル試験放送開始。また、6月1日にはサイマル放送開始。
  - 7月14日 - CI導入によりロゴマークを「YAB」から「yab」に変更。
  - 8月14日 - デジタルサブ（副調整室）仮運用開始。9月13日にデジタルサブ（副調整室）更新完了、本格運用開始。
  - 10月1日 - 地上デジタル放送開始。（コールサイン：JOYX-DTV、リモコンキーID：5）
- 2010年（平成22年）
  - 2月1日 - 全国初のSNS（ソーシャル・ネットワーキング・サービス）とデジタルテレビの情報連携システム運用開始[注 2]。これに併せ、午後1時からデータ放送の新サービス「デジステyab」がスタート。詳細はyab infoとイーシステム ニュース（2010年2月1日付）を参照。
  - 9月26日 - 山口本局（大平山送信所）のアナログ放送設備の電源トラブルの為、アナログ放送が7時3分から約1時間19分間、11時44分から約8分間、18時49分から37秒間の3回停波（地上デジタル放送は通常通り放送）[18]。
- 2011年（平成23年）7月24日 - 地上アナログ放送終了。
- 2023年（令和5年）10月1日 - 開局30周年。

## ケーブルテレビ再放送局
現在、以下のケーブルテレビで再放送されている。
- 島根県
  - サンネットにちはら（2010年4月1日 地上デジタル放送を開始）
  - ひとまろビジョン

## 現在放送中の番組

### 自社制作番組
2024年10月時点のもの。
- yabニュース
- yabウェザー・リポート
- ナビテレ!（月曜 - 金曜 13:45 - 13:50）
- You!どきっ（月曜 - 金曜 15:55 - 16:48）[20]
  - 毎週土曜に放送されていた『どき生らいぶ』の後継番組。2023年10月3日スタート。yabが平日の18時台以外の時間帯にミニ番組を除く自社制作番組を平日の帯番組として放送するのは『yabスーパーJチャンネル』が終了した2003年3月以来。
- Jチャンやまぐち（月曜 - 金曜 18:15 -19:00）
- イキイキ!山口（月曜 23:10 - 23:15 山口県広報番組）
- やまぐちしま専科（金曜 9:55 - 10:00 山口市広報番組）
- ぺこぱのぱこぺ（土曜 9:30 - 10:00）
  - 松陰寺太勇（山口県光市出身）とシュウペイのお笑いコンビ・ぺこぱが「山口を本気で遊ぶ」をテーマに県内各地を訪れる、オールロケーションによる自称「ヒューマンドキュメンタリー」[21]。2023年10月14日放送開始[22]。yab制作のレギュラー番組では初めて、Amazon Prime Video、U-NEXT、FODで有料動画配信されている。
- 教えて先生!LIFE UP学園（土曜 11:25 - 11:45）→ （土曜 11:30 - 11:50）（不明 - 2025年3月29日）→ （土曜 11:15 - 11:35）（2025年4月5日 - ）
- きらり夏 全国高等学校野球選手権大会（毎年7月 - 8月）
- 萩・城下町マラソン（毎年12月）
- Jリーグ レノファ山口FC戦実況中継（年2 - 3試合） - Jリーグ公式映像（DAZNで配信）の制作も担当[23]

### ブロックネット
- ググッと。瀬戸内（金曜18時台・広島ホームテレビ・瀬戸内海放送・愛媛朝日テレビとの共同制作・Jチャンやまぐちに内包）
- アサデス。7（月曜 - 木曜 9:55 - 10:25・九州朝日放送制作）
- 前川清の笑顔まんてんタビ好キ（日曜 12:00 - 12:55・九州朝日放送制作）
- スナックコットン（広島ホームテレビ制作）

### テレビ朝日系列（遅れネット）
- おしえて!四千頭身（月曜 11:00 - 11:15、北陸朝日放送制作）
- おぎやはぎのハピキャン（月曜 24:45 - 25:15、メ～テレ制作）
- テレメンタリ―（月曜 25:15 - 25:45）
- ウチラン（火曜 11:00 - 11:15、琉球朝日放送制作）
- 相席食堂（火曜 24:20 - 25:15、朝日放送テレビ制作）
- 錦鯉が行く!のりのり散歩（火曜 25:15 - 25:45、北海道テレビ制作）
- じゅん散歩（水曜 11:10 - 11:35）
- Musicる TV（水曜 25:15 - 25:45）
- ちょっとタビ好キ（木曜 11:05 - 11:35、九州朝日放送制作）
- 見取り図じゃん（木曜 25:35 - 25:55）
- 探偵!ナイトスクープ（金曜 24:20 - 25:15、朝日放送テレビ制作）
- ナスD大冒険TV（金曜 25:15 - 25:45）
- Break Out （金曜 25:45 - 26:15）
- 題名のない音楽会（土曜 10:25 - 10:55）
- 渡辺篤史の建もの探訪（土曜 10:55 - 11:25）
- なにわ男子の逆転男子（土曜 24:00 - 24:30）
- ヒロシのひとりキャンプのすすめ（土曜 24:30 - 25:00、熊本朝日放送制作）
- ラブ!!Jリーグ（土曜 25:00 - 25:15）
- バスケ☆FIVE〜日本バスケ応援宣言〜（土曜 25:15 - 25:30）
- ビートたけしのTVタックル（日曜 16:35 - 17:30）
- ワールドプロレスリング（日曜 25:15 - 25:45）

### ドラマ再放送枠
平日 14:00 - 16:00にドラマの再放送枠が設定してある。ただし、報道特番などが入ると休止または枠移動となる場合がある。
なお、2024年8月期に、初めてフジテレビ系列の過去放映の連続ドラマを放送している。
- 罠の戦争（13:55 - 14:53、関西テレビ制作_月曜夜10時枠）

### テレビ東京系列
- 家、ついて行ってイイですか?（土曜 14:30 - 15:25）
- YOUは何しに日本へ?（土曜 15:25 - 16:25）
- ゴッドタン（土曜 25:00 - 25:30）
- 所さんの学校では教えてくれないそこんトコロ!（日曜 15:30 - 16:30）
- あちこちオードリー（日曜 23:55 - 24:45）
- ゼーガペイン（日曜 24:45 - 25:15、『Positive ANIMATION』枠）

### その他
- 狩野英孝のクセうまラーメン（水曜 10:55 - 11:10）
- 大ちゃんの釣りに行こう!プラス（土曜 5:20 - 5:50、だいすけプロダクション制作）
- 千原ジュニアの座王（不定期 平日深夜0時台、関西テレビ制作）

## 過去に放送した番組

### 自社制作番組
- 5時からワイド
- YABステーションEYE
- 探検!!山口（山口県広報番組）
- Let's GO☆WILD!（音楽番組）
- シネマでナイト!
- とれたてテレビYAB
- YABスーパーJチャンネル
- ほっと土曜日
- グッド住マイル
- ふるさと街道物語
- YABチャンネル（番組案内）
- DO-YO-DA!!
- わくわく山口（山口県広報番組）
- 青い空が好きっ!
- station y
- MIDNIGHT JAM
- どきどきマルシェ
- 教えて!リカちゃん
- ひるくる!
- 波田陽区のひるくる!サタデー
- 土曜の目覚めはどき生てれび
- 下関市政だより（下関市広報番組）
- アナカフェ
- やまぐち百景
- GO!GO!サタデー PLUS
- アナぶら〜アナがちょっとぶらぶらしてみました〜
- 秘密のアナ園
- どき生らいぶ

### ブロックネット
- 自然賛歌（広島ホームテレビ制作、ANN環瀬戸内海地域（eatを除く）とBSS〔TBS系〕のブロックネット）
- ぐるりん瀬戸内（ABC制作、（ABC含む）ANN環瀬戸内海地域ブロックネット、金曜夕方のローカルニュース番組に内包）
- ハナノサ!（木曜 23:10 - 23:15・広島ホームテレビ制作）
- Duomo（九州朝日放送制作、ANN九州・山口ブロックネット、1999年3月に一度打ち切り後ネット復帰）
- 土曜エクスプレス（九州朝日放送制作、ANN九州・山口ブロックネット）

### テレビ朝日系列（遅れネット）
- 桜っ子クラブ（開局 - 1994年3月まで放送）
- サンデースクランブル（番組開始当初から放送していたが2013年3月いっぱいで打ち切り）
- 日曜笑劇場（ABC制作）
なにわ人情コメディ 横丁へよ〜こちょ!→あったか人情コメディ 湯けむりパラダイス!→爆笑!ふれあいコメディ こちらかきくけ公園前→全快はつらつコメディ お笑いドクター24時!!
- クイズ!紳助くん（ABC制作）
- どうでしょうリターンズ→水曜どうでしょうクラシック（北海道テレビ制作）
- るり色の砂時計（九州朝日放送制作）
- 恋とか愛とか（仮）（広島ホームテレビ制作）
- ココ掘れキッズのおしえてMAP（北陸朝日放送制作）
- おにぎりあたためますか（北海道テレビ制作）
- 阿佐ヶ谷ワイド!!
- イワクラと吉住の番組
- ぺこぱポジティブNEWS
- 防犯カメラが捉えた!衝撃コント映像（朝日放送テレビ制作）
- タモリ倶楽部
- せとチャレ!STU48（広島ホームテレビ制作）

### テレビ朝日系列（不定期）
- ねぎぼうずのあさたろう（4回放送）
- やぐちひとり（2回だけ放送）
- 三竹占い（1度だけ放送）
- 草野☆キッド（数回放送、ただし2006年10月12日 - 2007年9月までは定期番組として放送）
- ザ・クイズマンショー（「小宮悦子のスーパーJチャンネル」30分延長版放送の際数回放送、2008年4月から9月までゴールデンタイム枠にて放送）
- ブルブルアンタッチャブル（ABC制作、数回放送）
- ウドちゃんの旅してゴメン（メ〜テレ制作、数回放送）
- 夫婦交換バラエティー ラブちぇん（メ〜テレ制作、1度だけ放送）
- 世界の船旅（BS朝日制作、「スーパーJチャンネル」30分延長版放送の際数回放送）

### テレビ東京系列
- TVチャンピオン2（『TVチャンピオン』はKRYで放送）
- きらきらアフロ（テレビ大阪制作）
- 爆丸 バトルブローラーズ ニューヴェストロイア
- やりすぎコージー
- URAKARA
- 完全犯罪ミステリー
- P-1ゴールドラッシュ（テレビ大阪制作）
- たけしのニッポンのミカタ!（KRYから移行）

他多数

### その他
- 我ら釣キング（福岡放送制作）
- Break Point!（岩手めんこいテレビ制作）
- Channel-a（テレビ神奈川制作）
- 水10!（フジテレビ制作、2003年10月から1年間のみ『土曜パラダイス』というタイトルで放送。後にテレビ山口へ移行）
- BanG Dream!（第3期のみ放送）

## 開局時に先発民放から移行した番組

### KRYからの移行番組
- お昼のANNニュース
- スーパーモーニング
- あまから問答
- 土曜朝のワイドショー枠（ABC制作）[注 3]
- 徹子の部屋
- 新婚さんいらっしゃい!（ABC制作）
- 題名のない音楽会
- 歌謡びんびんハウス
- ABC制作日曜朝8時半枠アニメ[注 4]
- メタルヒーローシリーズ[注 5]
- さんまのナンでもダービー
- 邦子と徹のあんたが主役
- 土曜ワイド劇場
- 土曜8時枠時代劇[注 6]
- 水曜9時枠刑事ドラマ[注 7]
- 木曜8時枠時代劇[注 8]
- ワールドプロレスリング
- 熱闘甲子園
- 探偵!ナイトスクープ（ABC制作）

### TYS（現・tys）からの移行番組
- ドラえもん
- 勇者シリーズ[注 9]
- スーパー戦隊シリーズ[注 10]
- 100万円クイズハンター

## アナウンサー
2025年4月現在。yabではアナウンサーを「総合職」として採用しており、アナウンサー以外の職種への異動（或いはその逆）がある。また、周南支局勤務（記者兼務）となるアナウンサーもおり、「Jチャンやまぐち」では周南支局の報道スタジオから出演する。

### 在籍中

#### 男性
- 2015年
  - 田中亨（5月入社）※山陰放送（BSS）より移籍
  - 八谷英樹（5月入社）※くまもと県民テレビ（KKT）より移籍
  - 沖田総平（7月入社）※高知さんさんテレビ（KSS）より移籍
- 2024年
  - 宇都宮康汰 ※2025年4月からは周南支局勤務[26]
  - 藤井裕生（5月入社）※岐阜放送より移籍

#### 女性
- 2016年
  - 清水春名
- 2020年
  - 宮原睦実
- 2022年
  - 安藤万結 ※テレビ和歌山より移籍
  - 中村萌音
- 2023年
  - 玉野初季

### 元アナウンサー
男性
- 1993年
  - 井川弘宜 ※元山形テレビ（YTS）アナウンサー。アナウンス部を離れた後も不定期で番組出演する場合あり
  - 永岡俊哉（現・羽衣国際大学現代社会学部准教授）
- 1997年
  - 佐野正法（現・日本テレビプロデューサー）
  - 田上宏
- 2001年
  - 柘植忠司 ※元岐阜放送アナウンサー
- 2006年
  - 嶋田健吾（ - 2015年4月末、長崎国際テレビに移籍）
- 2011年
  - 濱田隼平（ - 2013年3月末、中京テレビに移籍）
- 2013年
  - 楢崎瑞（11月入社、 - 2023年3月末、南海放送に移籍）※元中国放送（RCC）記者
- 2014年
  - 浅野航平（ - 2024年、ミヤギテレビに移籍）

女性
- 1993年
  - 阿曽孝子
  - 松尾美和
  - 宮田晶子
- 1996年
  - 三好康代（ - 2001年、現在は編成局）
- 1997年
  - 須河内雅子
  - 藤田理恵（ - 2000年頃、現在はジョイスタッフ所属）
- 2001年
  - 黒宮千香子（ - 2005年、現在はジョイスタッフ所属）
  - 田中寿江（ - 2007年3月、広島ホームテレビに移籍後、2010年4月にフリーに転向）
- 2004年
  - 松田梨香（ - 2008年、現在は秋田朝日放送『サタナビっ!』リポーター）
- 2005年
  - 山田香菜子（ - 2011年、現在はジョイスタッフ所属）
- 2006年
  - 村中智絵（ - 2008年、名古屋テレビ放送に移籍後、2011年3月末に退社。）
- 2008年
  - 八木ひとみ（ - 2010年）
  - 関真由美（ - 2013年、現在は松竹芸能所属）
- 2010年
  - 冨田和（ - 2014年12月、現在は「市川いずみ」名義でオフィスキイワード所属）
- 2011年
  - 河野恵（ - 2013年、現在はジョイスタッフ所属）
- 2012年
  - 伊藤明日香（ - 2020年、現在はボイスワークス所属）※熊本朝日放送（KAB）より移籍
  - 小嶋彩乃（ - 2013年末）
- 2014年
  - 宇野名都美（ - 2015年、同年4月よりテレビ愛知に移籍後、結婚を機に2019年9月末で退社）
  - 尾島沙緒里（テレビ朝日への出向を経て、2016年よりTBSスパークル所属）
  - 山崎彩紗（ - 2018年、同年4月よりボイスワークス所属、2020年まではテレビ埼玉の契約アナウンサーとして活動）
- 2016年
  - 川北円佳（ - 2018年、同年4月よりテレビ大阪に移籍）
- 2018年
  - 今崎宏美（ - 2020年）※とちぎテレビより移籍
- 2019年
  - 具嶋柚月（ - 2022年、とちぎテレビ→TBSスパークルを経て、2025年4月よりセント・フォース所属）
- 2020年
  - 篠田愛純（ - 2022年、同年4月より東海テレビに移籍）
- 入社年度不明
  - 福山博子

## コーポレートアイデンティティ（CI）の導入
2006年（平成18年）7月14日に、コーポレートアイデンティティ（CI）を導入。コーポレートカラーをそれまでの緑と青からオレンジに変更、社名ロゴは一般的な角ゴシック体とした上で、3レター表記を大文字から小文字に変更し、「a」と「b」の中心を目玉に見立てたデザインとなった。また、同時にマスコットキャラクター「ビープくん」が登場、キャッチフレーズ「いいこと、みつけよう。」が制定されたが、当初積極的なアピールは行われていなかった。
- かつてのロゴマークは上部の緑が山々、下部の青が海と、山口の自然を表していた。
- 旧社名ロゴが横長のフォントを用いていたこともあり、社名ロゴの文字間隔を広げるケースがある。
  - 略称ロゴと社名ロゴを上下に並べて表示する際は、略称ロゴと文字サイズの兼ね合いで社名ロゴの文字間隔が広がる。
  - DO-YO-DA!!・青い空が好きっ!のクレジットのように、略称ロゴと社名ロゴを左右に並べて表示する際は、バランスの関係で社名ロゴの文字間隔が狭まる。
  - 実際には上下並列向けに社名ロゴの文字間隔が広がった状態を、そのまま左右に並べる例が多い。他局制作番組に制作協力を行った際や、一部の自社制作番組ではその状態でクレジットされ、バランスに問題が生じている。
  - デジタル放送用の中継局でも、一部の中継局を除き、CIロゴが使われている。

なお、山口のテレビ局でCIを導入している局にはテレビ山口（tys）もあるが、yabより後で導入したものである。